# Valnötssläktet
Valnötter (Juglans) är ett växtsläkte av högväxta träd, typsläkte för familjen valnötsväxter. Släktet innehåller ett tjugotal arter och förekommer i sydöstra Europa, östra Asien, Nord- och Sydamerika.
Bland släktets arter är den vanliga valnöten (J. regia) mest bekant och var redan i forntiden känd för sina ätliga frökärnor. Andra arter odlas för sitt timmer och några är uppskattade parkträd. 

## Utseende
Valnötssläktets arter bildar vanligen träd, endast en art är i sällsyna fall en buske. Barken är djupt fårad. Knopparna har fjäll. Bladen är parbladiga. Hanblommorna sitter i hängen och honblommorna i korta, fåblommiga ax. Frukten är en stenfrukt och sitter ensamma, eller flera tillsammans i en klase. Fröhyller är läderartat och spricker upp vid mognaden. 

## Dottertaxa till Valnötter, i alfabetisk ordning[1]
- Juglans ailanthifolia
- Juglans australis
- Juglans avellana
- Juglans biflorens
- Juglans boliviana
- Juglans californica
- Juglans cinerea
- Juglans hindsii
- Juglans hirsuta
- Juglans honorei
- Juglans hopeiensis
- Juglans intermedia
- Juglans jamaicensis
- Juglans major
- Juglans mandshurica
- Juglans mexicana
- Juglans microcarpa
- Juglans mollis
- Juglans neotropica
- Juglans nigra
- Juglans notha
- Juglans olanchana
- Juglans pistaciformis
- Juglans pyriformis
- Juglans racemiformis
- Juglans regia
- Juglans sigillata
- Juglans soratensis
- Juglans steyermarkii
- Juglans venezuelensis

### Källnoter
1. 1 2  Roskov Y., Kunze T., Orrell T., Abucay L., Paglinawan L., Culham A., Bailly N., Kirk P., Bourgoin T., Baillargeon G., Decock W., De Wever A., Didžiulis V. (ed) (21 mars 2014). ”Species 2000 & ITIS Catalogue of Life: 2014 Annual Checklist.”. Species 2000: Reading, UK. http://www.catalogueoflife.org/annual-checklist/2014/browse/tree/id/17238116. Läst 26 maj 2014.